# ИКС ТВ (Тольятти)

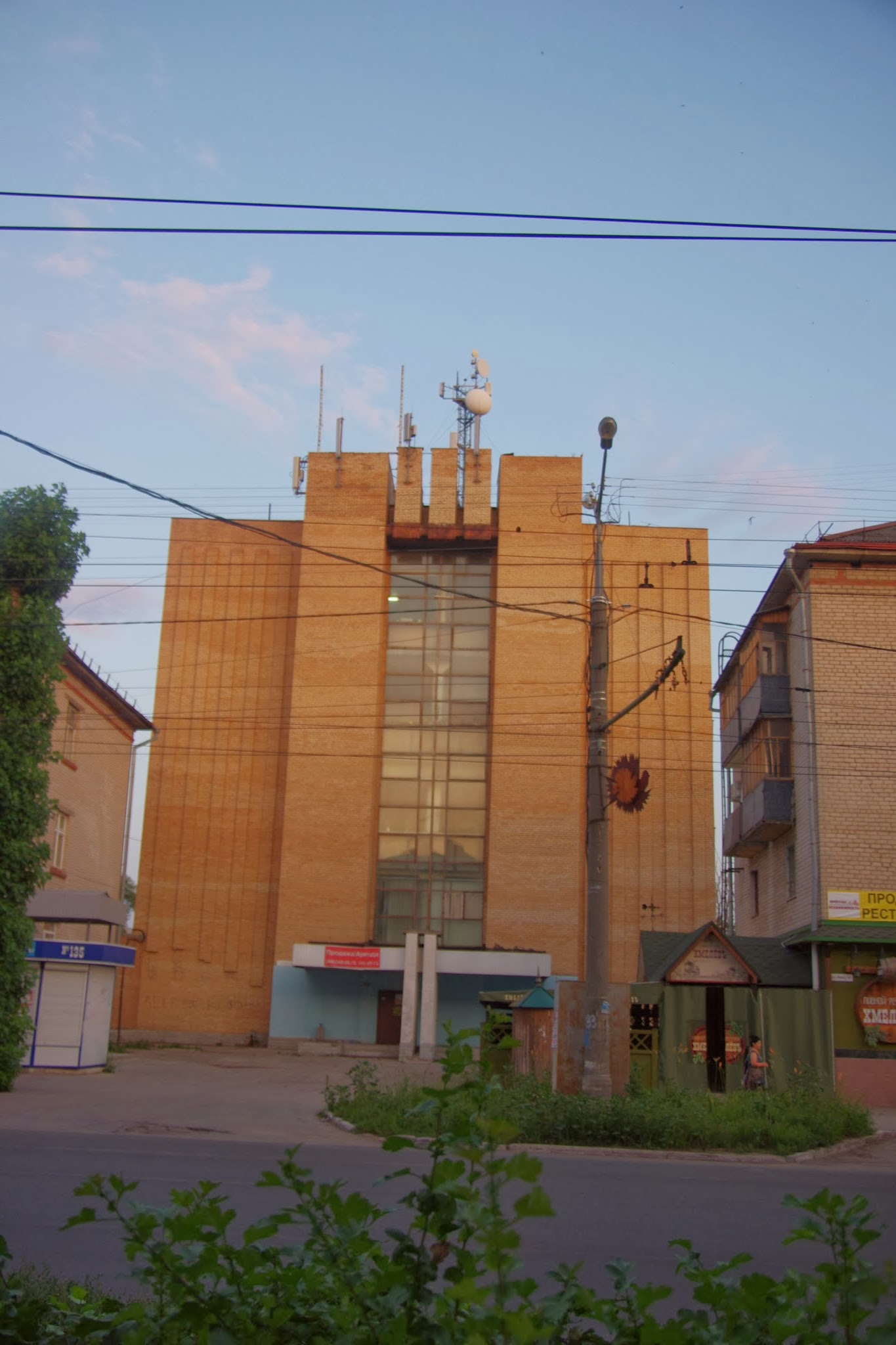
Здание где находилась телекомпания ИКС и ЛАДА ТВ
ул. Мира, 67-А

Телекомпания ИКС — телекомпания города Тольятти, существовавшая в 1994—2012 годах. Юридическое название — «Информационно-коммуникационные сети» (форма собственности отличалась в разные годы).

## Деятельность
В 1994 году была зарегистрирована ОАО «Информационно-Коммуникационные Сети». Учредителями являлись директор ЗАО ТЦ «ЛИК» Владимир Логанов, Департамент по управлению муниципальным имуществом Мэрии Тольятти, предприниматель Виктор Бочарников и ЖСК «Строй-Вита».
Телекомпания ИКС располагала собственными кабельными сетями в 26 и 27 кварталах Центрального района Тольятти. На широкую аудиторию ИКС выходил в эфир утром и ночью на первом канале и втором канале, через Жигулёвский РТПЦ, зона вещания город Тольятти, Жигулёвск и Ставропольский район. Телекомпания располагалась в здании главпочтампа Тольятти, ул. Мира, 67-А вместе с ЛАДА ТВ.
Главным редактором телекомпании ИКС стал бывший первый секретарь Комсомольского райкома ВЛКСМ Воробьев Сергей Валентинович.
Первые выпуски собственных программ производились на телевизионном оборудовании Арт-клуба «Диво». Позже телекомпания приобрела собственное оборудование.. Заставки программ рисовал Максим Сафронов.
Телекомпания ИКС выпускала новости с ведущей Татьяной Антощук (Шацкая), авторскую программу Марины Шикиной о культуре и искусстве Тольятти «Штрих», программу о здоровье и здравоохранении «Здравствуйте» (ведущая Ирина Чернова), программу об учебных заведениях «Альма-Матер» (ведущая Олеся Петришина), аналитическую программу «Вектор» (авт. ведущий Сергей Воробъев), автомобильную программу «Антилопа-Гну». Программу с неформальной беседой с актёрами, художниками «No smoking» (авт. и ведущие Марина Шикина, Татьяна Попова), программу о нестандартном взгляде горожан на ту или иную тему «Не социологический опрос» (авт. Марина Шикина), общественно-политические программы «Мнения» и «Гость в студии» (ведущая Ольга Бывшева), программу о производстве «Сделано в Тольятти» (ведущий Денис Вовчук), программы «Солнце, воздух и вода» и «Государственная Дума, взгляд изнутри» (авт. ведущая Татьяна Попова).
На безе ИКС ТВ первоначально производилась авторская спортивная программа Валерия Малькова «Фан-Клуб» и программы телекомпании «Паритет».
В 1996 году телекомпания провела конкурс, по результату которого 9 человек были приняты в штат телекомпании, пройдя пятилетнее обучение в Ленинградском институте театра, музыки и кинематографии.
В 1998 году телекомпания недолгое время входила в «Ассоциацию Телевидения Тольятти» (АТТ), созданную по инициативе ВАЗ ТВ. В этом же году из-за экономического кризиса в России, положение телекомпании ухудшилось.
В 2000 году программа Марины Шикиной «Тольятти фестивальный» стала лауреатом городской премии в номинации лучшая информационная программа за 1999 год.

## Закрытие телекомпании
В 2002 году ТК ИКС прекратила производство программ. Творческий коллектив стал ядром созданной новой телестудии «ТВ-Эксперт» под руководством выходца из ИКС Григория Кузина, которая выпускала еженедельную программу в прямом эфире «Профессионал» (ведущая Ольга Бывшева), программу Марины Шикиной о здоровье «Bona Vita» и программу «Сделано в Тольятти» Денис Вовчук. Впоследствии студия «ТВ-Эксперт» переродилась в студию «Медиа-7» которая вошла в состав ВАЗ ТВ. Туда же вошла спортивная программа Валерия Малькова «Фан-Клуб». Кабельные сети ИКС были объединены в Группу компаний «ЛИК».
В мае 2012 года на 51 году жизни скончался главный редактор телекомпании «ИКС» Сергей Воробьев, который последнее время работал на предприятии ОАО Волгоцеммаш.
Юридическое лицо ликвидировано в 2013 г.